# فرودگاه جیرونا-کاستا براوا
فرودگاه جیرونا-کاستا براوا (به انگلیسی: Girona-Costa Brava Airport) یک فرودگاه همگانی مسافربری با کد یاتا GRO است که یک باند فرود آسفالت دارد و طول باند آن ۲۴۰۰ متر است. این فرودگاه در شهر خرنا کشور اسپانیا قرار دارد و در ارتفاع ۱۴۳ متری از سطح دریا واقع شده‌است.

## شرکت‌های هواپیمایی و مقصدهای پروازی
The following airlines operate regular scheduled and charter flights to and from Girona:
| شرکت‌های هواپیمایی                          | مقصدهای پروازی |
| ------------------------------------------ | --- |
| آدریا ایرویز                               | چارتر فصلی: لیوبلیانا |
| ایجین ایرلاینز                             | چارتر فصلی: سالونیک، آتن |
| ایربالتیک                                  | چارتر فصلی: لینکوپینگ سی‌تی، یونشوپینگ |
| ایر مالتا                                  | چارتر فصلی: مالت |
| ایر صربیا اجرا توسط ایر صربیا              | چارتر فصلی: بلگراد نیکولا تسلا |
| بی‌اچ ایر                                   | چارتر فصلی: صوفیه |
| Braathens Regional Aviation                | چارتر فصلی: گوتنبرگ-لاندوتر، مالمو، استکهلم-بروما |
| Corendon Dutch Airlines                    | چارتر فصلی: اسخیپول آمستردام |
| انتر ایر                                   | چارتر فصلی: شوپن ورشو، گدایسک لخ والسا، کاتوویتس |
| جت۲.کام                                    | فصلی: بلفاست، بیرمنگام، ادینبرو، گلاسگو، لیدز برادفورد، استانستد لندن، منچستر، نیوکاسل |
| لوکزایر                                    | چارتر فصلی: لوگزامبورگ - فیندل |
| پابیدا                                     | ونوکووا |
| رایان‌ایر                                   | ام. آر. استفانیک، کگلیاری-الماس، آیندهوون، فرانکفورت-هان، کارلسروهه/بادن-بادن، جان پل دوم کراکوف-بالیس، اورادیا، گالیله، رباط سله فصلی: باووایس-تیلی، بلفاست، بیلاند، بیرمنگام، بورنموث، برمن، بریندیسی، بریستول، بروکسل جنوب شرلروآ، کرک، دورتموند، دوبلین، ایست میدلند، ادینبرو، ایرلند غربی، لیدز برادفورد، جان لنون لیورپول، لوتن لندن، استانستد لندن، ماستریخت آخن، مالت، منچستر، ممینگن، نیوکاسل، پروگیا، آبروتزو، پوزنان-لاویکا، گلاسگو پرستویک، لنارت مری تالین، سالونیک، تراپانی-بیرجی، ویزه، وروتسواف کوپرنیکوس |
| اسمارت‌وینگز اجرا توسط تراول سرویس ایرلاینز | فصلی: پراگ رازیون |
| Thomas Cook Airlines                       | فصلی: بیرمنگام (آغاز از ۴ مه ۲۰۱۸), بریستول (آغاز از ۵ مه ۲۰۱۸), منچستر (آغاز از ۵ مه ۲۰۱۸) |
| توماس کوک ایرلاینز بلژیک                   | فصلی: بروکسل |
| Thomson Airways                            | فصلی: بیرمنگام، بریستول، گلاسگو، گاتویک، منچستر |
| ترانساویا.کام                              | فصلی: اسخیپول آمستردام، روتردام دی‌هیگ |
| TUI fly Belgium                            | فصلی: بروکسل |
| تی‌یوآی ایرلاینز نیدرلندز                   | چارتر فصلی: اسخیپول آمستردام |